# Отказанная игра Филиппова
Отказанная игра Филиппова — дебют в русских шашках. Черные после 1.ed4 отказываются от дебюта «Игра Филиппова» (1… hg5 2. gh4) и могут выбрать ряд систем:
I.1.ed4 dc5 2.fe3;
II.1.ed4 fe5 2.d:f6 g:e5;
III.1.ed4 fg5 2.cb4;
IV.l.ed4 fg5 2.de3;
V.1.ed4 fg5 2.fe3
VI.1.ed4 fg5 2.gh4.